# Luís António Palha Teixeira
Luís António Palha Teixeira OP (* 10. Mai 1896 in Santa Rita de Rio Prêto; † 21. August 1981) war ein brasilianischer römisch-katholischer Ordensgeistlicher und Prälat von Marabá.

## Leben
Luís António Palha Teixeira trat der Ordensgemeinschaft der Dominikaner bei und empfing am 11. April 1925 das Sakrament der Priesterweihe.
Am 2. Januar 1948 wurde er zum Apostolischen Administrator der vakanten Territorialprälatur Santíssima Conceição do Araguaia ernannt. Papst Pius XII. ernannte ihn am 20. Februar 1951 zum Titularbischof von Lunda und zum Prälaten von Santíssima Conceição do Araguaia. Der Apostolische Nuntius in Brasilien, Erzbischof Carlo Chiarlo, spendete ihm am 13. Mai desselben Jahres die Bischofsweihe; Mitkonsekratoren waren der Bischof von Porto Nacional, Alain du Noday OP, und der Prälat von Bananal, Cândido Bento Maria Penso OP.
Er nahm an der ersten Sitzungsperiode des Zweiten Vatikanischen Konzils als Konzilsvater teil. Seit der Umbenennung der Territorialprälatur am 20. Dezember 1969 war er Prälat von Marabá.
Seinen altersbedingten Rücktritt nahm Papst Paul VI. erst am 10. November 1976 an, Monate nach seinem 80. Geburtstag.